# Lenox (Geòrgia)
Lenox és una població dels Estats Units a l'estat de Geòrgia. Segons el cens del 2000 tenia 889 habitants.

## Demografia
Segons el cens del 2000, Lenox tenia 889 habitants, 351 habitatges, i 237 famílies. La densitat de població era de 276,8 habitants/km².
Dels 351 habitatges en un 27,9% hi vivien nens de menys de 18 anys, en un 47,3% hi vivien parelles casades, en un 15,4% dones solteres, i en un 32,2% no eren unitats familiars. En el 29,9% dels habitatges hi vivien persones soles el 14,8% de les quals corresponia a persones de 65 anys o més que vivien soles. El nombre mitjà de persones vivint en cada habitatge era de 2,53 i el nombre mitjà de persones que vivien en cada família era de 3,13.
Per edats la població es repartia de la següent manera: un 26,2% tenia menys de 18 anys, un 8,7% entre 18 i 24, un 22,7% entre 25 i 44, un 27,1% de 45 a 60 i un 15,3% 65 anys o més.
L'edat mediana era de 39 anys. Per cada 100 dones de 18 o més anys hi havia 88 homes.
La renda mediana per habitatge era de 18.681 $ i la renda mediana per família de 26.528 $. Els homes tenien una renda mediana de 24.375 $ mentre que les dones 18.523 $. La renda per capita de la població era de 12.144 $. Entorn del 22,8% de les famílies i el 27,7% de la població estaven per davall del llindar de pobresa.

## Poblacions més properes
El següent diagrama mostra les poblacions més properes.